# Alberto Del Rio
Alberto Del Rio, občanským jménem Alberto Rodríguez (* 25. května 1977) je mexický profesionální wrestler, nejznámější je jeho působení ve společnosti WWE, kde je bývalý dvojnásobný šampión, dvojnásobný World Heavyweight šampión a jednonásobný United States šampión. Je také vítězem Royal Rumble z roku 2011 a Money in the Bank z roku 2011. Před zahájení práce s WWE používal Alberto v ringu jméno Dos Caras, Jr. a zápasil hlavně v Mexiku a Japonsku.
Je členem nejznámější mexické wrestlerské rodiny Carasů.

## WWE (2010 - 2014)
Del Rio debutoval 25. června 2010 v show Smackdown, kde konfrontoval Reye Mysteria. Porazil jej v zápase a v rámci příběhu jej zranil. Následovala šňůra dominance a neporazitelnosti, která trvala až do října, kdy se ve Smackdownu vrátil Mysterio a Del Ria poprvé porazil. V roce 2011 vyhrál Royal Rumble a stal se tak účastníkem hlavního taháku Wrestlemanie 27, kde zápasil o World Heavy weight titul proti Edgeovi. V tomto zápase však neuspěl.
Na Money In The Bank 2011 Del Rio vyhrál kufřík Money in the bank, který mu umožňoval kdykoli a kdekoli získat zápas o WWE Titul. Ještě v tu samou noc se pokusil kufřík zpeněžit na CM Punkovi, který porazil Johna Cenu, ovšem neúspěšně. Kufřík zpeněžil až na Summerslamu 2011. Po Summerslamu začal vést spor s Johnem Cenou o WWE titul. Na Night Of Champions 2011 Del Rio obhajoval svůj titul proti Cenovi, avšak neúspěšně. Cena vyhrál titul a následně jej opět ztratil na Hell in a Cell 2011, kde obhajoval proti Del Riovi a CM Punkovi. Titul vyhrál právě Del Rio. Na Survivor Series 2011 Del Rio titul opět ztratil, tentokrát jej porazil CM Punk, který tímto ziskem titulu nastartoval nejdelší panování s WWE titulem v moderní éře (Survivor Series 2011 – Royal Rumble 2013). Del Rio od svého debutu v roce 2010 ztvárňoval heel charakter, avšak na show TLC 2012 prošel face turnem, když se spojil v tag team matchi s Mizem a Brooklyn brawlerem proti heel stable 3MB. Tento zápas Del Rio s jeho spojenci vyhráli.
Velmi úspěšným pro Del Ria byl rok 2013, když 8. ledna ve Smackdownu vyzval na Last man standing match o World Heavy weight titul tehdejšího šampiona, Big Showa. Del Rio tento zápas vyhrál a stal se tak novým WH šampionem. Na Royal Rumble svůj titul proti Big Showovi úspěšně obhájil. To samé se stalo na placené akci Elimination Chamber. Na této akci se také uskutečnil Elimination chamber match, jehož vítěz se utkal s Del Riem na Wrestlemanii 29 o WH titul. Vítězem zápasu byl Jack Swagger, který v zápase porazil Randyho Ortona, Daniela Bryana, Chrise Jericha, Kanea a Marka Henryho. Začal vést s Del Riem feud o WH titul, který měl vyvrcholit na WM 29. Del Rio zde titul úspěšně obhájil, avšak následující den v show RAW titul ztratil. Del Rio měl zápas opět se Swaggerem, kterého sice porazil, ale v zápase byl v rámci příběhu zraněn, čehož využil tehdejší držitel Money in the bank kufříku, Dolph Ziggler, který kufřík úspěšně zpeněžil a stal se novým WH šampionem. Del Rio měl následně opět zápasit o titul na placené akci Extreme Rules 2013 proti Dolphu Zigglerovi a Jacku Swaggerovi v ladder matchi, ale Ziggler se před akcí zranil, takže nebyl schopen svůj titul obhajovat. Místo toho se na Extreme Rules uskutečnil I Quit match – Del Rio VS Swagger, přičemž podmínkou tohoto zápasu bylo, že vítěz vyzve na příští placené akci Payback Dolpha Zigglera o WH titul. Del Rio zvítězil a na placené akci Payback dokázal porazit i Dolpha Zigglera a získat zpátky WH titul. Po výhře Del Rio prošel heel turnem, když měl promo, ve kterém řekl, že bez ohledu na to, co si fanoušci myslí, si zaslouží být šampionem. Došlo tak zároveň k tzv. Double crossu, takže nejen, že Del Rio prošel heel turnem, ale jeho dosavadní heel soupeř Dolph Ziggler prošel face turnem. Utkali se spolu ještě jednou na další placené akci Money in the bank, kde byl Ziggler blízko k výhře, ale jeho přítelkyně (v rámci příběhu) AJ Lee, tehdejší Divas šampionka do zápasu zasáhla, praštila Del Ria se svým titulem a zapříčinila tak Zigglerovu diskvalifikaci, takže Del Riovi titul zůstal. 15. srpna se v show RAW uskutečnil singles zápas Del Rio VS Rob Van Dam. Del Riův manažer, Ricardo Rodriguez, se snažil Del Riovi pomoci, ale omylem tím zapříčinil Del Riovu prohru. Po zápase Del Rio Rodrigueze napadl a začal vystupovat sám.
Dalším vyzyvatelem pro Del Ria o WH titul byl Christian. Ten ve Smackdownu krátce před Summerslamem porazil v triple threat zápase Roba Van Dama a Randyho Ortona, čímž si zápas o WH titul vysloužil. Na Summerslamu Del Rio opět titul obhájil. Na Night of Champions Del Rio obhájil titul proti Robu Van Damovi, avšak nečistým způsobem – nechal se sám diskvalifikovat, aby si titul udržel. Na další placené akci Battleground měl Del Rio rematch s Van Damem o WH titul. Šlo o Hardcore match, kde Del Rio zvítězil čistě. Jeho dalším vyzyvatelem se stal navrátilec John Cena, kterého ale tentokrát porazit nedokázal a na Hell in a Cell 2013 Del Rio titul ztratil. Pokoušel se jej znovu získat na Survivor Series, avšak neúspěšně. Del Rio se postupně začínal vytrácet.

## Propuštění z WWE (2014)
Kvůli zákulisnímu incidentu byl Del Rio v červenci 2014 propuštěn z WWE. Údajně měl Del Rio fyzicky napadnout jednoho zaměstnance WWE, který měl na Del Ria rasistické poznámky. Když jej Del Rio požádal o omluvu, nedostalo se mu jí a tak dal zaměstnanci facku. Den na to mu bylo sděleno, že byl suspendován za neprofesionální chování, s čímž sám Del Rio souhlasil. Nicméně další den se dozvěděl, že byl propuštěn, jelikož společnost WWE nechtěla být vnímána negativně. Del Rio začal zápasit na nezávislé scéně pod jménem Alberto El Patron. Získal několik titulů v různých společnostech (ROH, Lucha Underground) a zároveň se stal wrestlerem s největším počtem získaných titulů na světě. Na nezávislé scéně zápasil téměř rok, než absolvoval svůj návrat do WWE v říjnu 2015.

## Návrat do WWE (2015)
Na placené akci Hell in a Cell 2015 z 25. října 2015 se uskutečnil US Open challenge match. Tehdejší US šampion, John Cena, si totiž bral dvouměsíční volno a proto se očekávalo, že titul ztratí. Objevovalo se mnoho spekulací, kdo by Cenovým oponentem mohl být. Objevovala se jména jako Daniel Bryan, Samoa Joe, Finn Bálor a další, nakonec výzvu přijal právě Del Rio za doprovodu Zeba Coltera, se kterým utvořil Del Rio alianci zvanou Mexamerica. Del Rio dokázal Cenu porazit a stal se tak novým US šampionem. Následující noc, 26. října měl Del Rio v show RAW zápas proti Nevilleovi, který vyhrál, čímž se dostal do hlavního taháku večera – Fatal 4-Way matche, jehož vítěz se utká s WWE WH šampionem Sethem Rollinsem o titul. Del Rio zápasil o příležitost k titulu s Romanem Reignsem, Kevinem Owensem a Dolphem Zigglerem. Nakonec však vyhrál Roman Reigns.

## Ve wrestlingu
Zakončovací chvaty
- Cross Armbreaker
- Superkick (Je to jeho nejlepší zakončovací chvat, protože po jednom aplikování nedokázal vykopnout ani John Cena, který normálně vykopává při aplikaci zakončovací chvatů i když se použijí několikrát za sebou)

Ostatní chvaty
- Bridging / Release German suplex
- Double knee armbreaker
- Double knee backbreaker
- Fireman's carry double knee gutbuster
- Leapfrog body guillotine
- Single arm DDT
- Step-up
- Tilt-a-whirl backbreaker
- Enzuigiri

Manažeři
- Brodus Clay
- Dos Caras
- Ricardo Rodriguez

Theme Song
- "Realeza" od Jima Johnstona (20. srpen 2010 – duben 2013)
- "Realeza v.2" od Jima Johnstona (duben 2013 – současnost)

Úspěchy
- WWE Championship 2x
- WWE World Heavyweight Championship 2x
- WWE United States Championship 2x
- Mr. Money in the Bank (2011)
- Royal Rumble (2011)
- Paige (2016)